# 마르티너 로베이츠
마르티너 로베이츠(네덜란드어: Martine Robbeets, 1972년 10월 24일~)는 벨기에 출신의 언어학자로 트랜스유라시아어족의 역사를 연구하고 있다. 한국어가 일본어족, 몽골어족, 튀르크어족, 퉁구스어족과 같은 트랜스유라시아어족에 속한다고 주장하는 언어학자 중 한 명이다.

## 직위
현재 독일 예나 시에 소재한 막스 플랑크 인류역사과학 연구소에 그룹 리더로서 재직하고 있으며, 독일 마인츠 대학교의 명예교수를 겸하고 있다.

## 교육
레이던 대학교에서 비교언어학 박사학위를 받았으며, 같은 학교에서 한국학 석사학위를, 뢰번 가톨릭 대학교에서 일본학 석사학위를 받기도 했다.

## 연구
2017년에 발표한 연구를 통하여 로베츠는 한국어와 일본어가 트란스유라시아계(원시-알타이어계)로부터 유래했다고 주장하였다. 그녀는 터키어와 몽골어, 퉁구스어, 한국어, 일본어의 공통 조상어 사용자들이 만주 북서부 지역에 살았다고 말하며 이 트란스유라시아계(원시-알타이어계) 언어를 사용한 한 집단이 현재 중국의 랴오닝성 위치로 이주하여 거기에 거주하고 있던 오스트로네시아계 언어를 사용하는 농경 집단과 융합되었다고 보며, 여기서 원시 한국어와 원시 일본어가 파생했다고 주장한다.
그녀는 2021년 11월에 네이쳐를 통하여 언어 및 유전자 연구를 통하여 트란스유라시아계 언어의 발생과 분화에 대한 더욱 진전된 연구 결과를 발표하였다.
|  | 일본어족 |
|  |          |
|  | 한국어족 |
|  |          |

|  | 퉁구스어족                                                |
|  |                                                           |
|  | \| \| 몽골어족 \| \| \| \| \| \| 튀르키예어족 \| \| \| \| |
|  |                                                           |
|  | 몽골어족                                                  |
|  |                                                           |
|  | 튀르키예어족                                              |
|  |                                                           |

|  | 몽골어족     |
|  |              |
|  | 튀르키예어족 |
|  |              |

|  | 일본어족 |
|  |          |
|  | 한국어족 |
|  |          |

|  | 퉁구스어족                                                |
|  |                                                           |
|  | \| \| 몽골어족 \| \| \| \| \| \| 튀르키예어족 \| \| \| \| |
|  |                                                           |
|  | 몽골어족                                                  |
|  |                                                           |
|  | 튀르키예어족                                              |
|  |                                                           |

|  | 몽골어족     |
|  |              |
|  | 튀르키예어족 |
|  |              |

## 저서
- Robbeets, M.; Savelyev, A.: Language dispersal beyond farming. John Benjamins Publishing, Amsterdam (2017)
- Robbeets, M.: Diachrony of verb morphology: Japanese and the Transeurasian languages. de Gruyter Mouton, Berlin (2015)
- Robbeets, M.; Bisang, W. (Eds.): Paradigm change: in the Transeurasian languages and beyond. Benjamins, Amsterdam (2014)
- Robbeets, M.: Is Japanese related to Korean, Tungusic, Mongolic and Turkic? Harrassowitz, Wiesbaden (2005)